# الدوري الكويتي 1980–81
أقيمت بطولة الدوري الكويتي العشرين في موسم 1980 / 1981، وقد أقيمت بالبطولة بنظام الدمج بطريقة الذهاب والإياب، وقد حقق نادي السالمية لقب الدوري للمرة الأولى في تاريخه بعد أن فاز في المباراة الفاصلة على نادي العربي الكويتي، وهو المرة الأولى التي تقام فيها مباراة فاصلة.

## ترتيب الفرق
- 1- نادي السالمية 42 نقطة
- 2- نادي العربي الكويتي 42 نقطة
- 3- نادي كاظمة 36 نقطة
- 4- نادي القادسية الكويتي 36 نقطة
- 5- نادي الفحيحيل 33 نقطة
- 6- نادي اليرموك 26 نقطة
- 7- نادي الكويت 24 نقطة
- 8- نادي النصر الكويتي 21 نقطة
- 9- نادي الساحل الكويتي 19 نقطة
- 10- نادي التضامن الكويتي 15 نقطة
- 11- نادي الصليبيخات 9 نقاط
- 12- نادي الشباب الكويتي 9 نقاط
- 13- نادي خيطان 6 نقاط
- 14- نادي الجهراء 6 نقاط

## المباراة الفاصلة
- نادي السالمية × نادي العربي الكويتي (1:4) ضربات جزاء ترجيحية.

## هداف البطولة
- فيصل الدخيل (القادسية) وأحمد خلف[ ؟ ] (العربي).

## أرقام من البطولة
- أكثر الفرق تحقيقا للفوز هم نادي السالمية ونادي العربي الكويتي ب19 فوز.
- أقل الفرق تحقيقا للفوز هم نادي الشباب الكويتي ونادي خيطان ونادي الجهراء بفوزين.
- أكثر الفرق تحقيقا للتعادل هو نادي الكويت حيث تعادل 6 مرات.
- أقل الفرق تحقيقا للتعادل هم نادي القادسية الكويتي ونادي خيطان ونادي الجهراء بتعادلين.
- أقل الفرق تعرضا للخسارة هم نادي السالمية ونادي العربي الكويتي بخسارة واحدة فقط.
- أكثر الفرق تعرضا للخسارة هما نادي الجهراء ونادي خيطان بعشرين خسارة.
- أكثر الفرق تسجيلا للأهداف هو نادي العربي الكويتي ب70 هدف.
- أقل الفرق تسجيلا للأهداف هو نادي الجهراء ب17 هدف.
- أقل الفرق تعرضا للأهداف هو نادي السالمية برصيد 15 هدف.
- أكثر الفرق تعرضا للأهداف هو نادي خيطان برصيد 79 هدف.